# René Bielke
René Bielke (* 9. April 1962 in Prenzlau, DDR) ist ein ehemaliger deutscher Eishockeytorwart und heutiger -trainer. Zwischen 2006 und 2012 war er Cheftrainer der Frauenmannschaft des OSC Berlin, mit der er dreimal deutscher Meister und zweimal Pokalsieger wurde. Seit 2012 betreut er das DNL-Team respektive die U20-Mannschaft der Eisbären Juniors als Co-Trainer und zuletzt als Teammanager. Sein Sohn Dominik Bielke war ebenfalls Eishockeyspieler.

## Spielerkarriere
René Bielke begann seine Karriere 1982 als Eishockeyspieler beim SC Dynamo Berlin, mit dem er bis 1988 insgesamt sechs Mal DDR-Meister wurde. In der Saison 1990/91 stand der Torwart beim in der Zwischenzeit in EHC Dynamo Berlin umbenannten Verein in der Eishockey-Bundesliga zwischen den Pfosten. Mit diesem erreichte er in der folgenden Spielzeit den sofortigen Wiederaufstieg in die Bundesliga, verließ den Verein jedoch anschließend und spielte ein Jahr lang für den Bundesligisten EC Ratingen. Von 1993 bis 1996 spielte er beim Krefelder EV – ab 1995 Krefeld Pinguine – zunächst in der Bundesliga und ab der Saison 1994/95 in der neu gegründeten Deutschen Eishockey Liga. Anschließend sind noch bekannte Spielzeiten von ihm beim Berliner SC in der 2. Liga Nord 1996/97, beim ESC Dresden in der Saison 2000/01, in dessen Mannschaft er in der Aufstiegsrunde zur Regionalliga Süd stand, und – nach mehrjähriger Pause – bei den Eisbären Juniors Berlin, wo er in der Saison 2004/05 in der Oberliga Nord in einem Spiel gegen BSchC Preussen aushalf. Sein Gegentorschnitt von 1,17 pro Spiel aus dem Jahre 1982 ist nach wie vor der bestehende Rekord in Hohenschönhausen. Ebenso die Tatsache, dass er damals mit 19 Jahren und 6 Monaten jüngster Torwart mit einem Sieg in der Geschichte des Clubs ist.
Sein Trikot hängt ihm zu Ehren im Wellblechpalast unter der Hallendecke. 2001 wurde er in die Hockey Hall of Fame Deutschlands aufgenommen.

### International
Für die DDR nahm Bielke an den B-Weltmeisterschaften 1982 und 1990 sowie den A-Weltmeisterschaften 1983 und 1985 teil. Insgesamt bestritt er für die DDR 125 Länderspiele und für die deutsche Nationalmannschaft insgesamt zwölf Länderspiele. Für Deutschland nahm er unter anderem an der A-Weltmeisterschaft 1992 teil.

## Trainerkarriere
Als Trainer war er 2004/05 bei den Eisbären Juniors Berlin für die Kleinschülermannschaft zuständig. Ab August 2006 trainierte er sehr erfolgreich die Frauenmannschaft „Eisladies“ des OSC Berlin. Mit dieser wurde er in den Jahren 2007, 2009 und 2010 jeweils Deutscher Meister und führte die Mannschaft 2008 und 2011 zur Vizemeisterschaft. 2008, 2009 und 2011 gewann Bielke als Trainer mit den Eisladies des OSC Berlin jeweils den DEB-Pokal.

## Erfolge und Auszeichnungen
| - 1983 DDR-Meister mit dem SC Dynamo Berlin - 1984 DDR-Meister mit dem SC Dynamo Berlin - 1985 DDR-Meister mit dem SC Dynamo Berlin - 1986 DDR-Meister mit dem SC Dynamo Berlin | - 1987 DDR-Meister mit dem SC Dynamo Berlin - 1988 DDR-Meister mit dem SC Dynamo Berlin - 1992 Aufstieg in die Bundesliga mit dem EHC Dynamo Berlin |

### Als Trainer
| - 2007 Deutscher Meister mit den OSC Eisladies - 2008 Deutscher Vizemeister mit den OSC Eisladies - 2008 DEB-Pokal-Gewinn mit den OSC Eisladies - 2009 Deutscher Meister mit den OSC Eisladies | - 2009 DEB-Pokal-Gewinn mit den OSC Eisladies - 2010 Deutscher Meister mit den OSC Eisladies - 2011 Deutscher Vizemeister mit den OSC Eisladies - 2011 DEB-Pokal-Gewinn mit den OSC Eisladies |